# Sarah Sjöström
Sarah Sjöström, née le 17 août 1993 à Salem, est une nageuse suédoise spécialiste des épreuves de papillon et de nage libre. Elle a détenu le record du monde du 100 m papillon, dont elle est championne olympique en 2016, et quadruple championne du monde. Elle détient aussi le record du monde du 100 m nage libre effectué au départ du relais 4 × 100 m nage libre lors des championnats du monde de Budapest en 2017 en 51 s 71, ainsi que celui du 50 mètres nage libre, réalisé lors des demi-finales des championnats du monde de Fukuoka en 2023 en 23 s 61.

## Biographie
Sarah a commencé la natation à l'âge de 9 ans après avoir essayé le football et le handball mais, un de ses amis était nageur et lui a proposé d'en faire avec lui. Elle a aimé le côté individuel de ce sport qui lui permet de prendre ses propres décisions
- 2008 : la découverte

Elle participe aux championnats d'Europe et remporte, à seulement 14 ans, le 100 m papillon. Quelques mois plus tard, elle échouera en séries lors des Jeux olympiques de Pékin. Elle terminera sa saison par une médaille d'argent en relais 4 × 50 m nage libre lors des championnats d'Europe petit bassin.
- 2009 : l'avènement

Aux Championnats du monde de natation 2009 à Rome (Italie), elle remporte le titre mondial sur 100 m papillon à seulement 15 ans en battant le record du monde vieux de 9 ans détenu par Inge de Bruijn.
Elle obtiendra également 2 médailles d'argent en relais (4 × 50 m nage libre et 4 × 50 m 4 nages) aux championnats d'Europe petit bassin.
- 2010 : la confirmation

Elle repart de l'euro 2010 avec 3 médailles : le titre sur 100 m papillon, l'argent en relais 4 × 100 m 4 nages et le bronze en 4 × 100 m nage libre.
- 2011-2012 : les 4e places

Elle échoue par deux fois au pied du podium, d'abord en 2011, aux championnats du monde, puis l'année suivante, aux jeux olympiques de Londres.
- 2013-2014 : le retour au sommet

Elle redevient championne du monde du 100 m papillon en 2013, y ajoutant l'argent sur le 100 libre. L'année suivante, lors des championnats d'Europe, elle glane 7 médailles dont 3 titres (50 papillon, 100 m et 4 × 100 nage libre).
- 2014-2018 : la confirmation

Lors des Championnats d'Europe de Glasgow en août 2018, elle remporte le 50 m nage libre une heure après avoir triomphé sur le 100 m papillon.
En décembre 2019, elle est désignée MVP, Most Valuable player de la saison 2019 de International Swimming League, nouvelle compétition qu'elle remporte avec l'équipe Energy Standard. Avec 243,5 points, elle devance l'Américain Caeleb Dressel qu'elle devance de 3,5 points.
- 2018 - 2021 : chute et fracture à six mois des JO de Tokyo

Moins de six mois avant les JO de Tokyo, elle fait une mauvaise chute sur une plaque de glace à Stockholm et se fracture l'épaule droite. Elle est opérée dans la foulée et confesse : « C'est un moment merdique et je me sens dévastée mais, en même temps, je suis déterminée et motivée à revenir plus fort que jamais. »
Début mars 2021, trois semaines après son opération, elle annonce être déjà de retour à l'entraînement. En mai 2021, elle revient déjà en compétition lors du meeting de Canet-en-Roussillon.

## Palmarès

### Jeux olympiques
| Édition      | Épreuve         | Épreuve          | Épreuve              | Épreuve         | Épreuve   | Épreuve                          | Épreuve                          | Épreuve                       |
| Édition      | 50 m nage libre | 100 m nage libre | 200 m nage libre     | 100 m papillon  | 100 m dos | 4 × 100 mètres nage libre femmes | 4 × 200 mètres nage libre femmes | 4 × 100 mètres 4 nages femmes |
| Pékin 2008   | –               | –                | -                    | 27e             | 29e       | –                                | –                                | DSQ                           |
| Londres 2012 | 14e             | 9e               | 12e                  | 4e              | –         | 8e                               | -                                | 10e                           |
| Rio 2016     | 13e             | Bronze 52 s 99   | Argent 1 min 54 s 08 | Or 55 s 08 (RM) | -         | 5e                               | 5e                               | 9e                            |
| Tokyo 2020   | Argent 24 s 07  | 5e               | -                    | 7e              | -         | 6e                               | -                                | 5e                            |
| Paris 2024   | Or 23 s 71      | Or 52 s 16       |                      |                 |           |                                  |                                  | 7e                            |

### Championnats du monde
| Édition        | Épreuve         | Épreuve          | Épreuve              | Épreuve         | Épreuve         | Épreuve                     | Épreuve                     | Épreuve                   |
| Édition        | 50 m nage libre | 100 m nage libre | 200 m nage libre     | 50 m papillon   | 100 m papillon  | 4 × 100 m nage libre femmes | 4 × 200 m nage libre femmes | 4 × 100 m 4 nages femmes  |
| Rome 2009      | –               | -                | 19e                  | 6e              | Or 56 s 06 (RM) | 5e                          | 13e                         | 11e                       |
| Shanghai 2011  | –               | -                | 4e                   | 4e              | 4e              | -                           | 12e                         | 10e                       |
| Barcelone 2013 | 4e              | Argent 52 s 89   | 4e                   | -               | Or 56 s 53      | 4e                          | -                           | 9e                        |
| Kazan 2015     | Bronze 24 s 31  | Argent 52 s 70   | -                    | Or 24 s 96 (RC) | Or 55 s 64 (RM) | 4e                          | 4e                          | Argent 3 min 55 s 24 (RE) |
| Budapest 2017  | Or 23 s 69      | Argent 52 s 31   | -                    | Or 24 s 62 (RC) | Or 55 s 53 (RC) | 5e                          | -                           | 5e                        |
| Gwangju 2019   | Argent 24 s 07  | Bronze 52 s 46   | Bronze 1 min 54 s 78 | Or 25 s 02      | Argent 56 s 22  | 6e                          | -                           | 7e                        |
| Budapest 2022  | Or 23 s 98      | Argent 52 s 80   | -                    | Or 24 s 95      | -               | -                           | -                           | 4e                        |
| Fukuoka 2023   | Or 23 s 62      | -                | -                    | Or 24 s 77      | -               | 5e                          | -                           | 5e                        |
| Doha 2024      | Or 23 s 69      | -                | -                    | Or 24 s 63      | -               | -                           | -                           | Argent 3 min 56 s 35      |

Petit bassin
- Championnats du monde 2014 à Doha (Qatar) :
  -  Médaille d'or du 50 m papillon.
  -  Médaille d'or du 100 m papillon.
  -  Médaille d'or du 200 m nage libre.
  -  Médaille d'argent du 100 m nage libre.
- Championnats du monde 2021 à Abou Dabi (Émirats arabes unis) :
  -  Médaille d'or du 50 m nage libre.
  -  Médaille d'or du relais 4 × 50 m quatre nages.
  -  Médaille d'or du relais 4 × 100 m quatre nages.
  -  Médaille d'argent du 50 m papillon.
  -  Médaille d'argent du 100 m nage libre.
  -  Médaille d'argent du relais 4 × 50 m nage libre.
  -  Médaille de bronze du relais 4 × 100 m nage libre.

### Championnats d'Europe
Grand bassin
- Championnats d'Europe 2008 à Eindhoven (Pays-Bas) :
  -  Médaille d'or du 100 m papillon.
  -  Médaille de bronze du relais 4 × 100 m nage libre.
- Championnats d'Europe 2010 à Budapest (Hongrie) :
  -  Médaille d'or du 100 m papillon.
  -  Médaille d'argent du relais 4 × 100 m quatre nages.
  -  Médaille de bronze du relais 4 × 100 m nage libre.
- Championnats d'Europe 2012 à Debrecen (Hongrie) :
  -  Médaille d'or du 50 m papillon.
  -  Médaille d'or du 100 m nage libre.
  -  Médaille d'argent du relais 4 × 100 m nage libre.
- Championnats d'Europe 2014 à Berlin (Allemagne) :
  -  Médaille d'or du 50 m papillon.
  -  Médaille d'or du 100 m nage libre.
  -  Médaille d'or du relais 4 × 100 m nage libre.
  -  Médaille d'argent du 50 m nage libre.
  -  Médaille d'argent du 100 m papillon.
  -  Médaille d'argent du relais 4 × 200 m nage libre.
  -  Médaille d'argent du relais 4 × 100 m quatre nages.
- Championnats d'Europe 2016 à Londres (Royaume-Uni) :
  -  Médaille d'or du 50 m papillon.
  -  Médaille d'or du 100 m nage libre.
  -  Médaille d'or du 100 m papillon.
  -  Médaille de bronze du relais 4 × 100 m nage libre.
- Championnats d'Europe 2018 à Glasgow (Écosse) :
  -  Médaille d'or du 50 m nage libre.
  -  Médaille d'or du 50 m papillon.
  -  Médaille d'or du 100 m nage libre.
  -  Médaille d'or du 100 m papillon.
- Championnats d'Europe 2022 à Rome (Italie) :
  -  Médaille d'or du 50 m nage libre.
  -  Médaille d'or du 50 m papillon.
  -  Médaille d'or du relais 4 × 100 m quatre nages.
  -  Médaille d'argent du relais 4 × 100 m nage libre.
  -  Médaille de bronze du relais 4 × 100 m nage libre mixte.

Petit bassin
- Championnats d'Europe 2008 à Rijeka (Croatie) :
  -  Médaille d'argent du relais 4 × 50 m nage libre.
- Championnats d'Europe 2009 à Istanbul (Turquie) :
  -  Médaille d'argent du relais 4 × 50 m nage libre.
  -  Médaille d'argent du relais 4 × 50 m quatre nages.
- Championnats d'Europe 2013 à Herning (Danemark) :
  -  Médaille d'or du 50 m papillon.
  -  Médaille d'or du 100 m papillon.
  -  Médaille d'argent du 50 m nage libre.
  -  Médaille d'argent du 100 m nage libre.
  -  Médaille d'argent du relais 4 × 50 m nage libre.
  -  Médaille d'argent du relais 4 × 50 m quatre nages.
- Championnats d'Europe 2015 à Netanya (Israël) :
  -  Médaille d'or du 100 m nage libre.
  -  Médaille d'or du 50 m papillon.
  -  Médaille d'or du 100 m papillon.
  -  Médaille d'argent du 50 m nage libre.
  -  Médaille d'argent du relais 4 × 50 m 4 nages.
- Championnats d'Europe 2017 à Copenhague (Danemark) :
  -  Médaille d'or du 50 m nage libre.
  -  Médaille d'or du 100 m papillon.
  -  Médaille d'or du relais 4 × 50 m 4 nages.
  -  Médaille d'argent du 100 m nage libre.
  -  Médaille d'argent du 100 m 4 nages.
  -  Médaille d'argent du relais 4 × 50 m nage libre.
- Championnats d'Europe 2021 à Kazan (Russie) :
  -  Médaille d'or du 50 m nage libre.
  -  Médaille d'or du 50 m papillon.
  -  Médaille d'or du 100 m nage libre.
  -  Médaille d'or du 100 m papillon.
  -  Médaille d'argent du relais 4 × 50 m 4 nages.
  -  Médaille de bronze du 100 m 4 nages.

## Records
- Grand bassin
  - 100 m papillon : record du monde en 55 s 48 le 7 août 2016 à Rio de Janeiro  Brésil.
  - 50 m papillon : record du monde en 24 s 43 le 5 juillet 2014 à Boras  Suède.
  - 50 m nage libre : record du monde en 23 s 67 le 29 juillet 2017 à Budapest  Hongrie, battant l'ancien record de l'allemande Britta Steffen (23 s 73), établi aux championnats du monde de Rome Italie en 2009.
  - 100 m nage libre : record du monde en 51 s 71 le 23 juillet 2017 à Budapest  Hongrie, devenant la première femme à passer sous les 52 secondes sur la distance.

- Petit bassin
  - 100 m papillon : record du monde en 54 s 61 le 7 décembre 2014 à Doha  Qatar.
  - 200 m nage libre : record du monde en 1 min 50 s 78 le 7 décembre 2014 à Doha  Qatar.

## Distinctions

### Prix et récompenses
- Nageuse européenne de l'année en 2015, 2017, 2018, 2021, 2022, 2023 et 2024.